# 布朗羅先生
布朗羅先生（英語：Mr Brownlow）是查爾斯·狄更斯小說《孤雛淚》中的虛構角色，為一位富有而善良的老紳士，他收養了孤兒奧利弗·崔斯特。

## 人物生平
布朗羅先生住在本頓維爾的一棟大宅子內，有一位老女管家貝德溫太太。
某日，布朗羅先生在一家書店看書時出了神，使機靈鬼和查理·貝茲有機可乘，竊走他口袋裡的手帕，與機靈鬼他們同行的奧利弗·崔斯特卻被警官誤認是小偷而逮捕。經書店老闆趕來作證後，傲慢的法官范先生才判定奧利弗無罪。布朗羅先生大發善心將虛弱的奧利弗帶回家中照顧，奧利弗因此逐漸康復。
一次，布朗羅先生與朋友格凜維各先生打賭，讓奧利弗拿著需要退還的書和錢出去，以此考驗他。不料由於費金的同夥比爾·賽克斯伺機綁走了奧利弗，布朗羅與格凜維各兩人一直等到午夜時刻都不見奧利弗歸來。
而後教區執事本伯先生因見到布朗羅在報紙上登的廣告便聞訊而來，跟布朗羅先生講了奧利弗童年的事蹟，還說了許多壞話；這讓布朗羅先生下令以後不許在他家中提到奧利弗的名字，然而貝德溫太太卻仍堅信奧利弗是個好孩子。
而後，布朗羅先生與格凜維各先生、貝德溫太太三人一同前往西印度群島旅行。當他們回到倫敦後，奧利弗在蘿絲·梅里小姐協助下與布朗羅先生重逢。
布朗羅先生也與蘿絲·梅里等人一同努力，讓警方成功破獲了費金的犯罪集團。在故事結局，揭示了布朗羅先生其實是奧利弗生父生前最好的朋友，於是他正式把奧利弗視為其養子。

## 原型
角色布朗羅先生的名字和性格通常被認為是現實中19世紀倫敦育嬰堂的秘書約翰·布朗羅，他本身也是孤兒出身，共在育嬰堂擔任這個職位長達五十八年。作者狄更斯在完成《孤雛淚》時就是住在離育嬰堂不遠的道蒂街。

## 改編
- 1948年電影《孤雛淚（英语：Oliver Twist (1948 film)）》，由亨利·斯蒂芬森（英语：Henry Stephenson）飾演[5]。
- 1968年電影《孤雛淚》，由約瑟夫·歐康諾（英语：Joseph O'Conor）飾演[5]。
- 1997年電影《孤雛淚（英语：Oliver Twist (1997 film)）》，由安東尼·費尼根（英语：Anthony Finigan）飾演[5]。
- 2005年電影《孤雛淚》，由愛德華·哈德維克（英语：Edward Hardwicke）飾演[6]。